# Jon Turteltaub

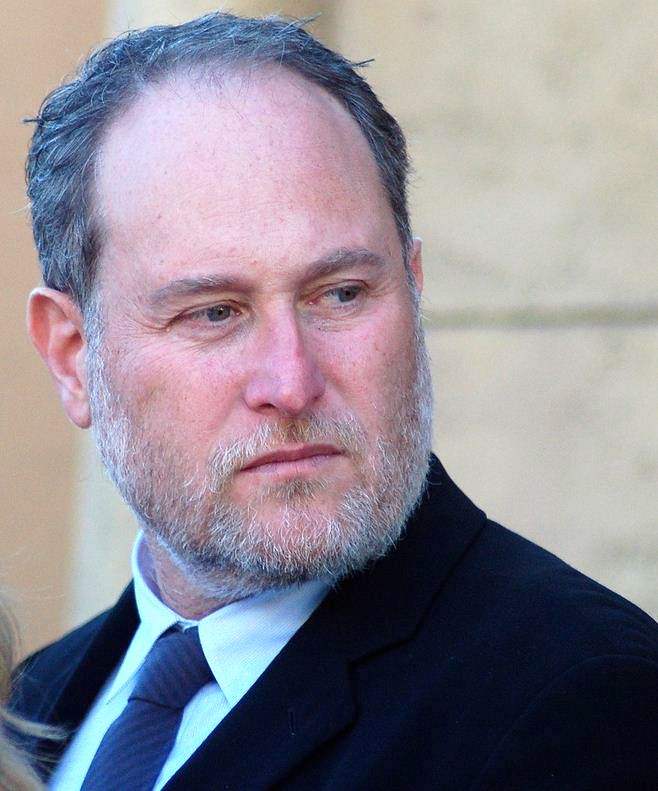
Jon Turteltaub (2013)

Jonathan Charles Turteltaub (Nova York, Nova York, 8 de agosto de 1963) é um cineasta norte-americano..